# Manuel de Sentmenat-Oms de Santa Pau i de Lanuza
Manuel de Sentmenat-Oms de Santa Pau i de Lanuza   (Barcelona, 1651 - Lima, 24 d'abril de 1710) va ser un militar, polític i diplomàtic català, marquès de Castelldosrius i 23è virrei del Perú (1707-1710).

## Biografia
Després de cursar estudis a la Universitat de Barcelona va fer una carrera militar i política ràpida. Va ser nomenat mestre de camp d'infanteria el 1675, governador de Tarragona el 1677, virrei del regne de Mallorca (1681-1688) i ambaixador a Portugal el 1691. El 1696 el rei Carles II li va atorgar el títol de primer marquès de Castelldosrius, i dos anys després el va designar ambaixador a França. Oms pertanyia a una família filofrancesa que es va posar al costat de Felip V durant la Guerra de Successió, i per això el rei el va nomenar virrei del Perú el 1704, encara que no va ocupar el càrrec fins al 1707. Va ser destituït el 1709 per escàndols (corrupció, contraban, etc.), però va ocupar-lo de nou poc abans de morir. No va estalviar, però, que li confisquessin els béns a Catalunya, posteriorment retornats als seus hereus.
A banda de la seva carrera política, va ser un amant de les lletres. Va traduir a l'espanyol els Himnes de Sant Tomàs d'Aquino; va escriure un drama titulat El mejor escudo de Perseo i se li atribueix també un poema llarg en català titulat En alabança dels bolets.